# Église Saint-Pierre de Mur-de-Sologne
Pour les articles homonymes, voir Église Saint-Pierre.
L'église Saint-Pierre est une église catholique située à Mur-de-Sologne, en France.

## Localisation
L'église est située dans le département français de Loir-et-Cher, sur la commune de Mur-de-Sologne.

## Historique
L'édifice, érigé au 12e siècle, est inscrit au titre des monuments historiques en 1926.